# Tayo
Tayo är ett franskbaserat kreolspråk som talas i Nya Kaledonien. Dess närmaste släktspråk är Réunions kreol. Tayo anses vara hotat.. Tayo är det enda franskbaserade kreolspråket som talas i Oceanien. Språket har lite över 900 talare. Många talare anser språket först och främst som ett verktyg att skapa gruppens egen identitet och göra skillnad mot de utomstående.
Språket har ingen skriftlig standard.

## Fonologi

### Konsonanter
|             | Labial | Labiodental | Labiovelar | Alveolar | Postalveolar | Palatal | Velar |
| ----------- | ------ | ----------- | ---------- | -------- | ------------ | ------- | ----- |
| Nasal       | m      |             |            | n        |              | ɲ       |       |
| Klusil      | mb     |             |            | nd       |              |         | ŋg    |
| Affrikat    |        |             |            |          | nd̥ʒ          |         |       |
| Frikativ    |        | f \|v       |            | s        | ʃ            |         |       |
| Lateral     |        |             |            | l        |              |         |       |
| Tremulant   |        |             |            | r        |              |         |       |
| Approximant |        |             | w          |          |              | j       |       |

Källa:

### Vokaler
|            | Främre | Central | Bakre |
| ---------- | ------ | ------- | ----- |
| Sluten     | i      |         | u     |
| Halvsluten | e      |         | o     |
| Öppen      |        | a       |       |

Källa: